# Colectivo Madre Araña
Madre Araña fue un colectivo de arte mexicano, activo de 2010 a 2012, formado por las artistas visuales Esmeralda Pérez Tamiz, Marisol Pérez León, Ruth Vigueras Bravo, Eren Blancarte, Juana Sabina Ortega, Flor Velazco y Verónica Cristiani que conjuntó el performance, la instalación, la fotografía, la gráfica, el video y la intervención artística.

## Historia
El colectivo se formó en 2009, por iniciativa de Esmeralda Pérez Tamiz con la intención de "mostrar la otra cara de la realidad existente a partir del arte que evidencia, reflexiona y cuestiona el contexto de la humanidad con la sublimación de actos cotidianos transformados a una experiencia estética". Sus temáticas se centraron en los problemas de género (cosificación del cuerpo femenino), abuso infantil, la doble moral, la abyección y la globalización.
Madre Araña trabajó en conjunto de 2010 a 2012, su obra se presentó con frecuencia en espacios públicos; el Tianguis Cultural del Chopo, así como en la exposición urbana colectiva en la Ciudad de México  de los camellones de Av. Universidad y División Del Norte, en el Cabaret Bombay de la Ciudad de México, el Cine Nacional Porno, entre otros. 

## Obra
Su trabajo fue seleccionado en 2010 para el Festival Escrita na paisagem, en el IX Festival de Apartamento, en el 3er Encuentro de Acción en Vivo, en el Primer Encuentro de Performance, Rosario-Argentina 2011, El pueblo quiere saber de qué se trata, en el X Festival de Apartamento , Brasil, Living Gallery Contemporary Art Online y en el Museo Nacional Centro de Arte Reina Sofía, Madrid-España, dentro del ciclo de video y performance La Internacional Cuir 2011.

### 2010
Aristas de lo obsceno (intervención con performance e instalación)
Cotidianidad. Performance en tianguis cultural del Chopo, CDMX
Burlesque anti show. intervención en el Cabaret Bombay, CDMX
Inocencia perdida. Video performance, 2010
Apócrifo (performance en el camellón de Miguel Ángel de Quevedo, intervención colectiva La ira y el deseo, organizado por la Quiñonera, 2010)

### 2011
Entre el placer y la inocencia, 2011. DVD, 5’31’’